# Mjösjön (Nårunga socken, Västergötland)
Mjösjön är en sjö i Vårgårda kommun i Västergötland och ingår i Göta älvs huvudavrinningsområde.